# Escrito en el agua
 Escrito en el agua  és una pel·lícula de l'Argentina filmada en colors dirigida per Marcos Loayza sobre el seu propi guió segons el llibre de José Antonio Ciancaglini i Graciela Torre Nilsson que es va estrenar el 18 de setembre de 1998 i que va tenir com a actors principals a Jorge Marrale, Mariano Bertolini, Marcos Woinsky, Luciana González Costa i Noemí Frenkel.

## Sinopsi
Quan viatja a visitar al seu avi a un poble provincià, un adolescent que viu a Buenos Aires amb la seva família, amb pocs amics i apassionat amb la computadora i Internet, es produeix la seva despertar a l'amor i el descobriment de mentides encobertes.

## Repartiment
- Jorge Marrale com Marcelo
- Mariano Bertolini com Manuel
- Noemí Frenkel com Cecilia
- Luciana González Costa com Clara
- Julieta Midnik com Mariana
- Daniel Digiulio com Montoya
- Francisco Cocuzza com a Pescador
- Marcos Woinski com a Avi
- Matilde Ugalde Lovecky com a Secretària

## Comentaris
Martín Pérez en Página 12 va escriure:
| « | «…tan transparent, ingenu i sincer com la cara del seu jove protagonista…Loaysa construeix el seu film d'iniciació en veu baixa, sense respostes ni estridències.» | » |

Quintín a El Amante del Cine va escriure:
| « | «En intentar (Loayza) concebre els seus personatges com a universals els va acabar allotjant en uns llimbs de la classe mitjana, on fins i tot les baixeses ocasionals tenen una base noble. No va veure, o no va voler veure que fa un temps que aquest somni va ser aixafat per una ferocitat de la qual ell mateix va ser testimoni.» | » |

Manrupe i Portela escriuen:
| « | «Intent d'exploració de l'univers juvenil que per moments pot arribar a tenir interès, però finalment cau en el tedi. La caracterització de Woinski com a avi espanyol és inexplicable.» | » |